# Brad Kavanagh

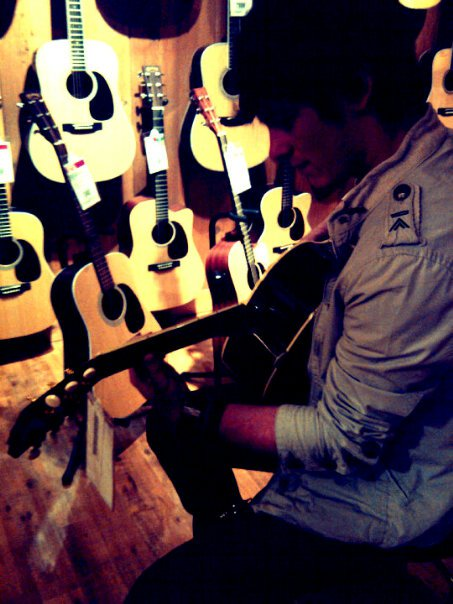
Brad Kavanagh

Brad Lewis Kavanagh (* 21. August 1992 in Whitehaven, England) ist ein britischer Schauspieler und Sänger.

## Leben
Kavanagh begann seine Schauspielkarriere im Alter von 11 in dem Musical Billy Elliot the Musical, in dem er die Rolle des Michael Caffrey spielte. Seinen ersten Erfolg feierte Kavanagh in der Rolle des Dylan in der Disney-Channel-Serie As the Bell Rings, in der er in der zweiten Staffel eine Hauptrolle an der Seite von Gregg Sulkin spielte. Im selben Jahr moderierte er zusammen mit Vorjahressiegern Samantha Dorrance den Talentwettbewerb My High School Musical. Des Weiteren war er bei den Disney Channel Games 2008 im Grünen Team zusammen mit Joe Jonas und Dylan Sprouse.
Außerdem war er 2009 Jurymitglied in der britischen Karaoke-Game-Show Hannah-Oke, die auf der erfolgreichen Disney-Serie Hannah Montana basiert. In der Show treten Familien gegeneinander an und singen dabei Song von Hannah Montana. Er wurde als britischer Zac Efron gehandelt.
Seinen Durchbruch in den USA schaffte er 2011 durch die Rolle des Fabian Rutter in der Mystery-Seifenoper House of Anubis, die auf der belgischen Erfolgsserie Het Huis Anubis basiert. Dort gehört er zur Hauptbesetzung.

## Musikkarriere
2007 nahm er den Titelsong As the Bell Rings zu ihrer Serie As the Bell Rings auf. 2008 nahm er den Song Right Time auf. Im selben Jahr coverte er den Song Here I Am von Jasmine Richards aus dem Disney Channel Original Movie Camp Rock. Dazu veröffentlichte er auch ein Musikvideo. 2011 veröffentlichte er auf seiner MySpace-Seite die Songs Through, You I See, Over und Streetlights. Außerdem coverte er die Songs Dynamite von Taio Cruz und Billionaire von Travie McCoy feat. Bruno Mars. Im selben Jahr nahm er mit seiner House-of-Anubis-Kollegin Tasie Dhanraj den Song We Shall Overcome auf und veröffentlichten auch ein Musikvideo.

## Filmografie
- 2007–2008: As the Bell Rings (Fernsehserie, Hauptrolle Staffel 2)
- 2008: Disney Channel Games
- 2009: So isst die Welt
- 2009: Life Bites (Fernsehserie, Nebenrolle)
- 2011: Dani’s House (Fernsehserie, Gastauftritt)
- 2011–2013: House of Anubis (Fernsehserie, Hauptrolle; 145 Folgen)

### Musikvideo
- 2008: Right Time
- 2008: Here I Am
- 2011: Waiting on the World to Change
- 2011: We Shall Overcome feat. Tasie Dhanraj

## Moderation
- 2008: My High School Musical zusammen mit Samantha Dorrance
- 2009: Undercover Coach
- 2009: My Camp Rock